# Châtelaine (accessoire)
Pour les articles homonymes, voir Châtelaine.

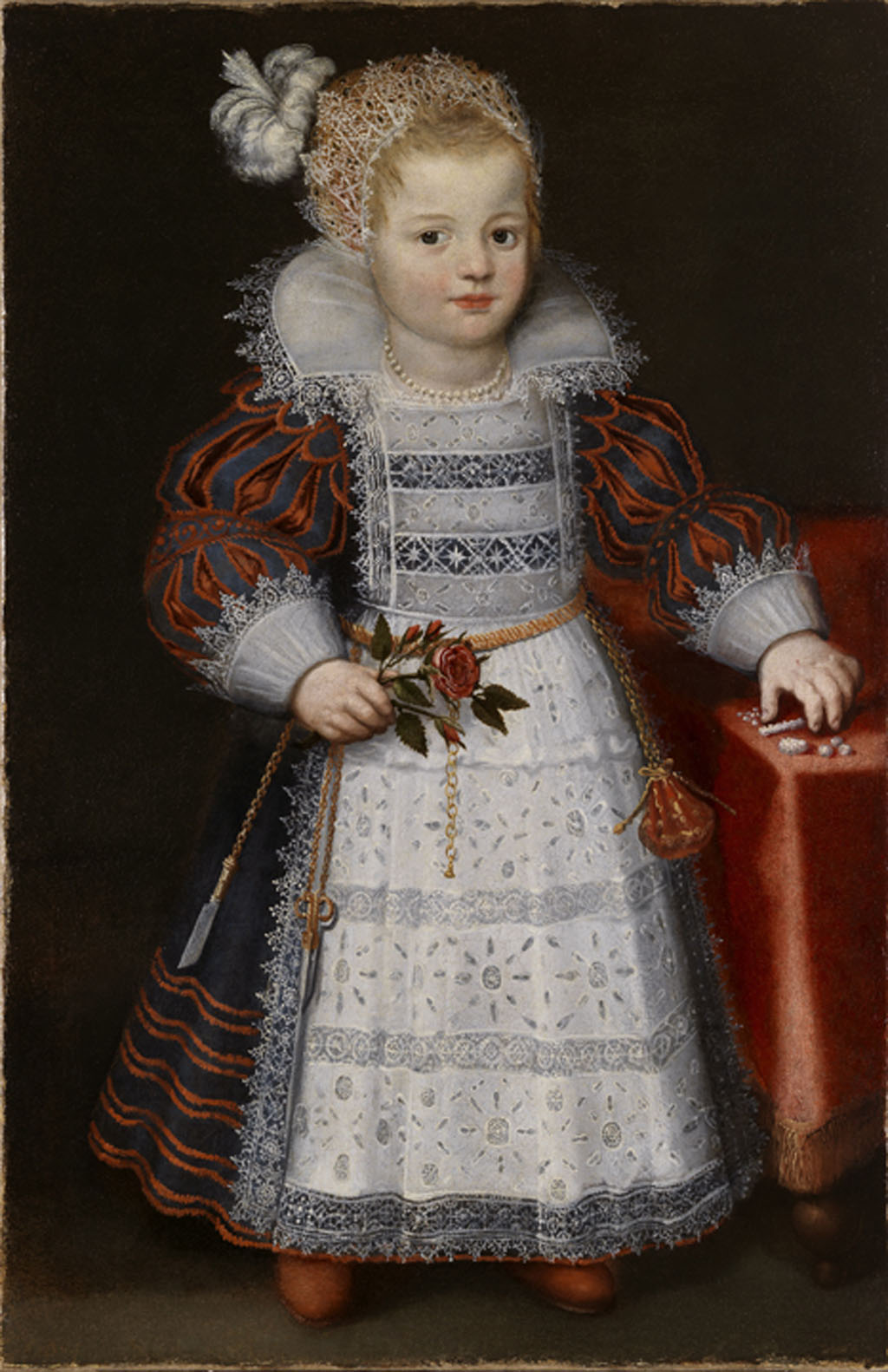
Portrait d'une jeune fille debout dans un intérieur et tenant un bouquet de roses. Elle porte un tablier en dentelle et une châtelaine en or suspendue à une ceinture. Début XVIIe siècle

Une châtelaine est un crochet ou un fermoir de ceinture décoratif porté à la taille, auquel est suspendue une série de chaînes. Chaque chaîne est montée avec des appendices domestiques utiles tels que des ciseaux, des dés à coudre, des montres, des clés, des étuis à aiguille et des sceaux de ménage.

## Histoire
Les femmes de l'Antiquité romaine portaient des châtelaines avec des cure-oreilles, des cure-ongles et des pinces à épiler. 
Les femmes de la Grande-Bretagne romaine portaient des "broches châtelaines" auxquelles étaient suspendues des trousses de toilette.
Les restes de châtelaines et de sacs à châtelaine ont été retrouvés dans les tombes de femmes des VIIe et VIIIe siècles au Royaume-Uni. On trouve souvent avec ces objets des anneaux en fil de fer, des perles, des boucles, des couteaux et des outils.
Les châtelaines ont été des sacs suspendus à la ceinture par un cordon ou une chaîne, qui étaient populaires des années 1860 à la fin du XIXe siècle. Elles étaient portées par de nombreuses femmes de ménage au XIXe siècle et dans la république des Sept Provinces-Unies des Pays-Bas du XVIe siècle, où elles étaient généralement utilisées comme chaînes de montre pour les plus riches. Des bijoux similaires étaient également portés par les femmes anglo-saxonnes, comme en témoignent les sépultures, mais leur fonction est incertaine.

## Utilisation
Au XIXe siècle, la châtelaine était également utilisée comme porte-clefs pour les femmes afin de montrer leur statut de foyer aisé. La femme qui possédait les clés des nombreux bureaux, commodes, paniers à provisions, garde-manger, récipients de rangement et autres armoires fermées à clé était "la femme de la maison". En tant que telle, c'est elle qui dirigeait les domestiques, les femmes de chambre, les cuisiniers et les livreurs et qui ouvrait ou verrouillait l'accès aux objets de valeur de la maison, possédant une autorité totale sur qui avait accès à quoi. Souvent, cette personne était la femme la plus âgée de la maison. Lorsqu'une femme se mariait et emménageait dans la maison de son beau-père, la mère de son mari conservait généralement les clés. Toutefois, si la mère devenait veuve, les clés, ainsi que les responsabilités et le statut qui y sont associés, étaient souvent transmis à la femme du fils aîné. Les jeunes femmes et les filles de la maison voulaient souvent avoir l'apparence de cette responsabilité, et portaient souvent des châtelaines décoratives avec une variété de petits objets à la place des clés, en particulier des objets brillants et scintillants qui pouvaient être utilisés pour entamer une conversation. En cas d'absence d'une femme de la maison, le contrôleur des clés était souvent une femme de ménage engagée

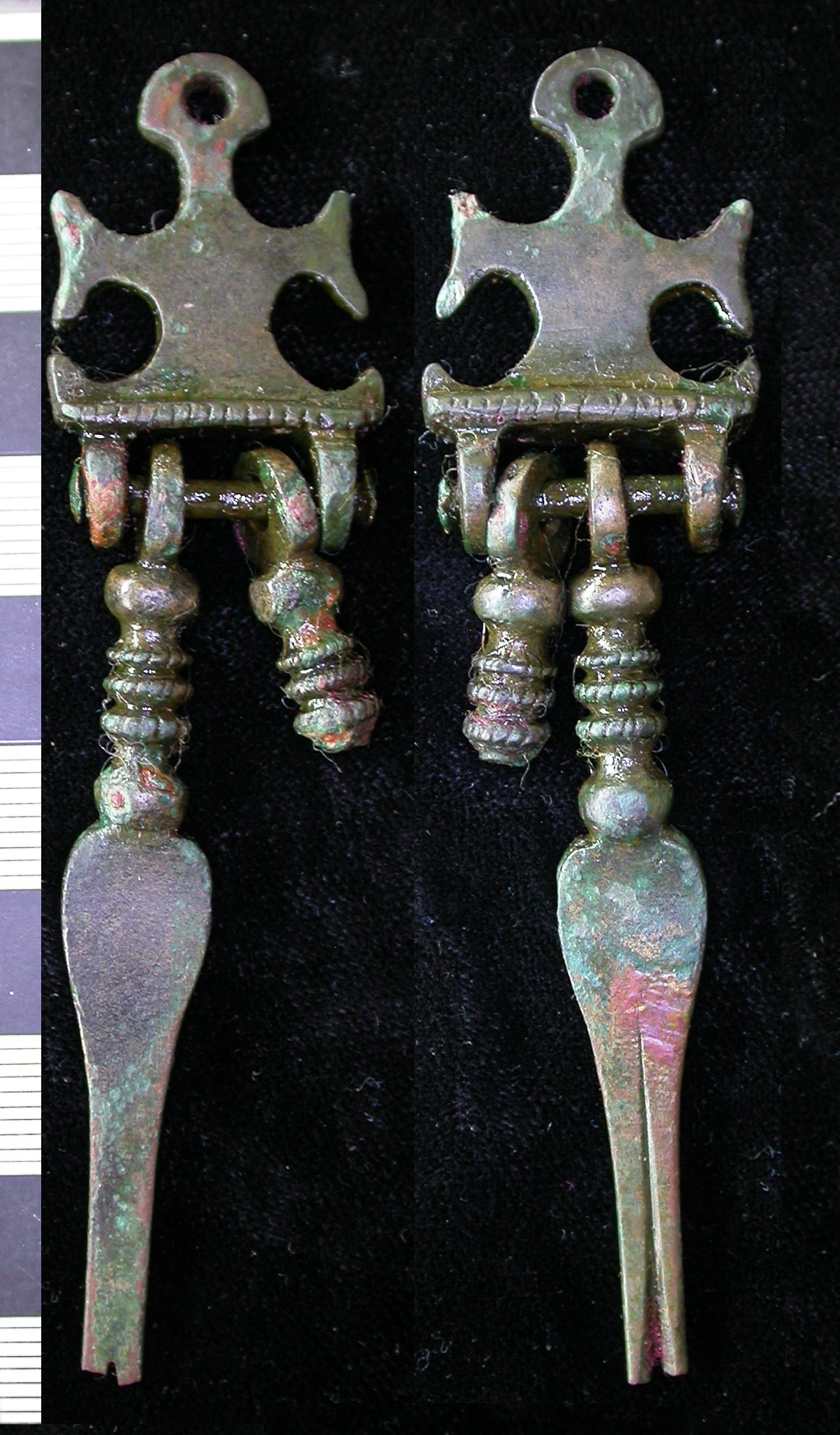
Châtelaine de l'antiquité romaine
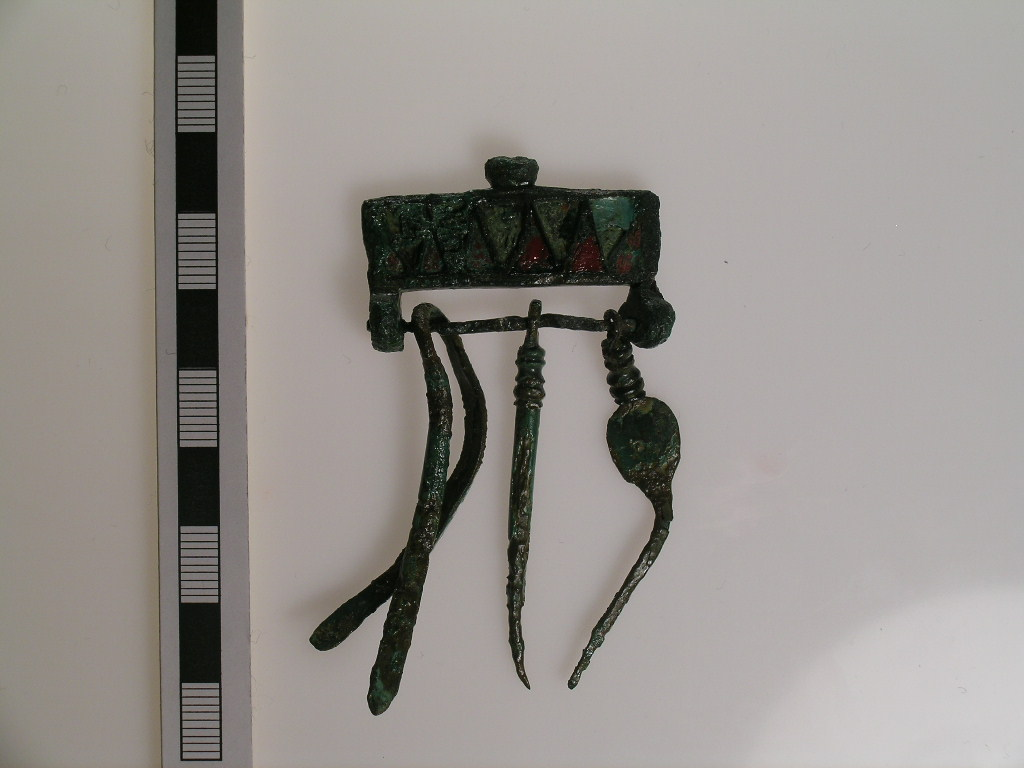
Châtelaine en alliage de cuivre datant probablement du IIe siècle après J.-C.
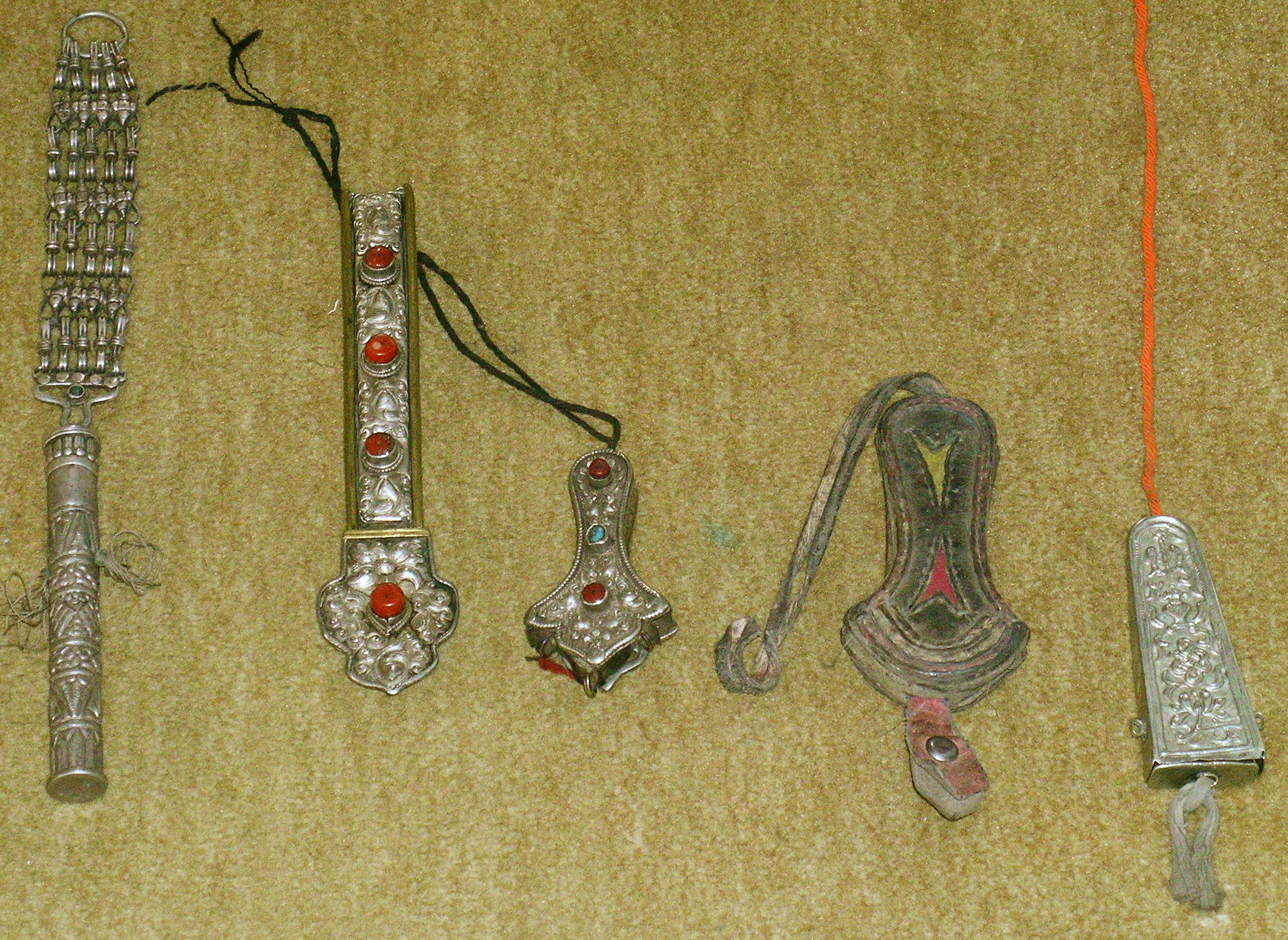
Châtelaine tibétaine avec étui à aiguilles et boîte médicinale
Châtelaine tibétaine ou népalaise du XIXe siècle
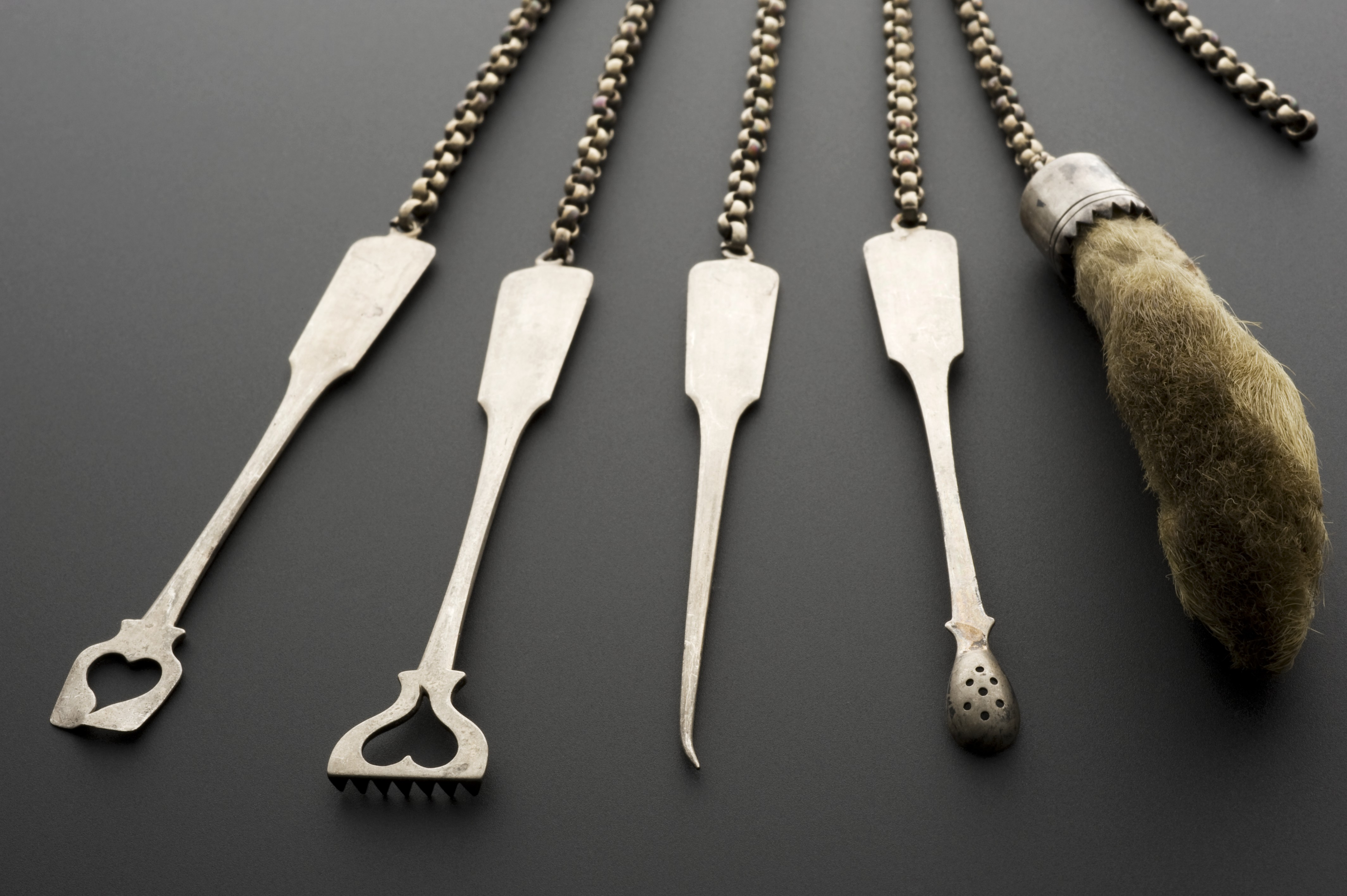
Six instruments de toilette sur une châtelaine, probablement anglaise et du XVIIIe siècle

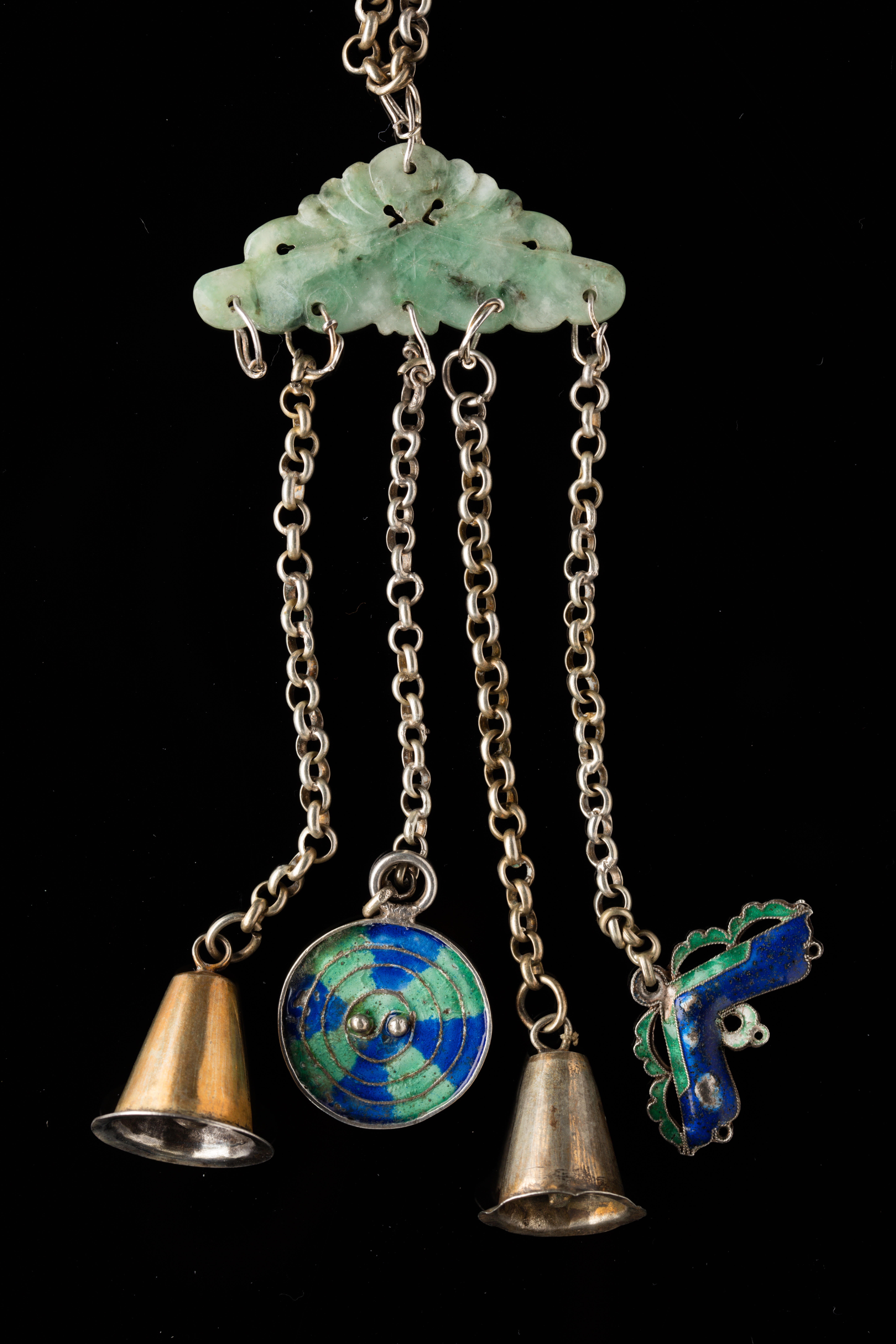
Châtelaine en argent et émail ; chaîne circulaire en argent suspendant un médaillon de jade en forme de nuage avec gravure ; le nuage suspend quatre breloques
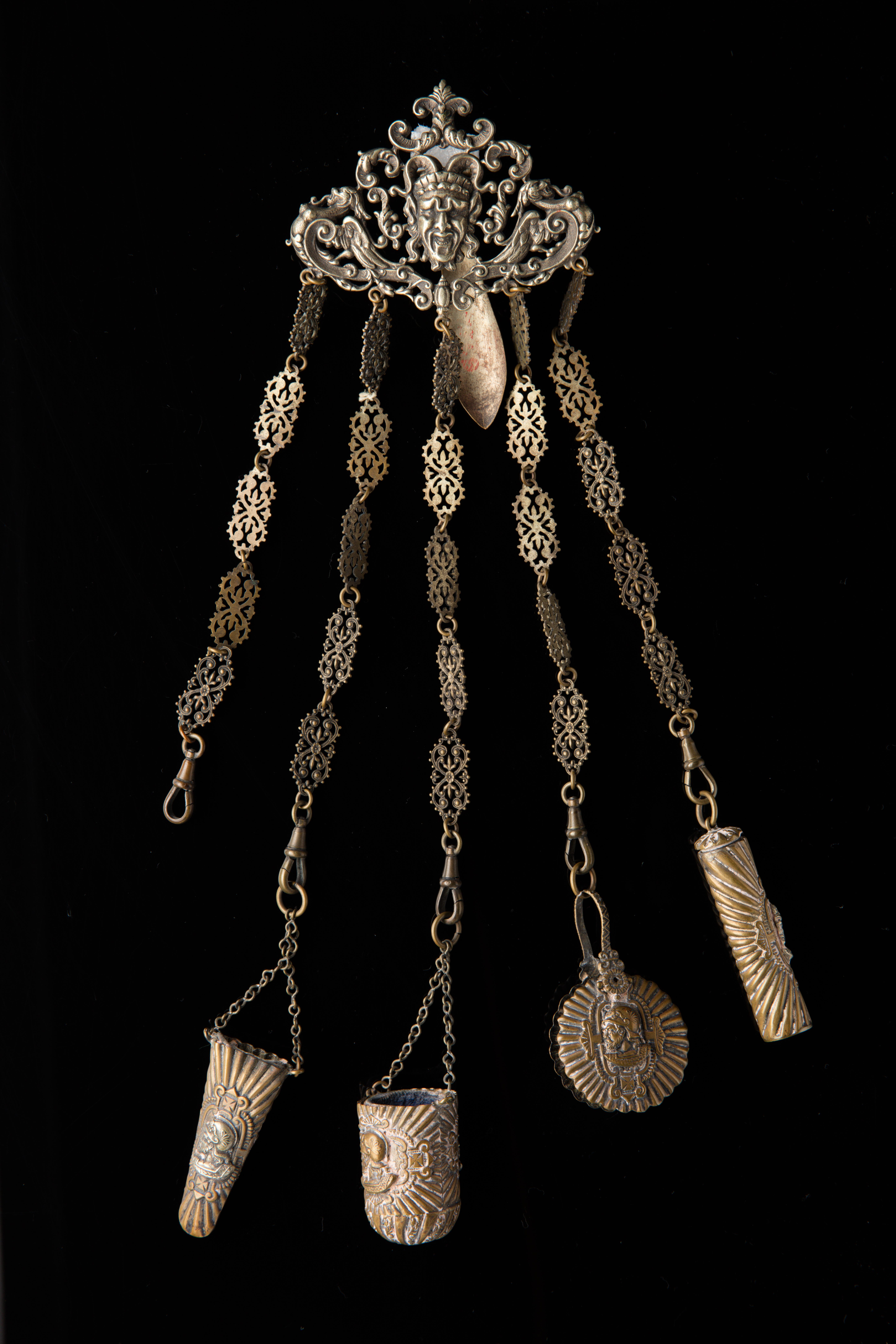
Châtelaine avec outils et contenants
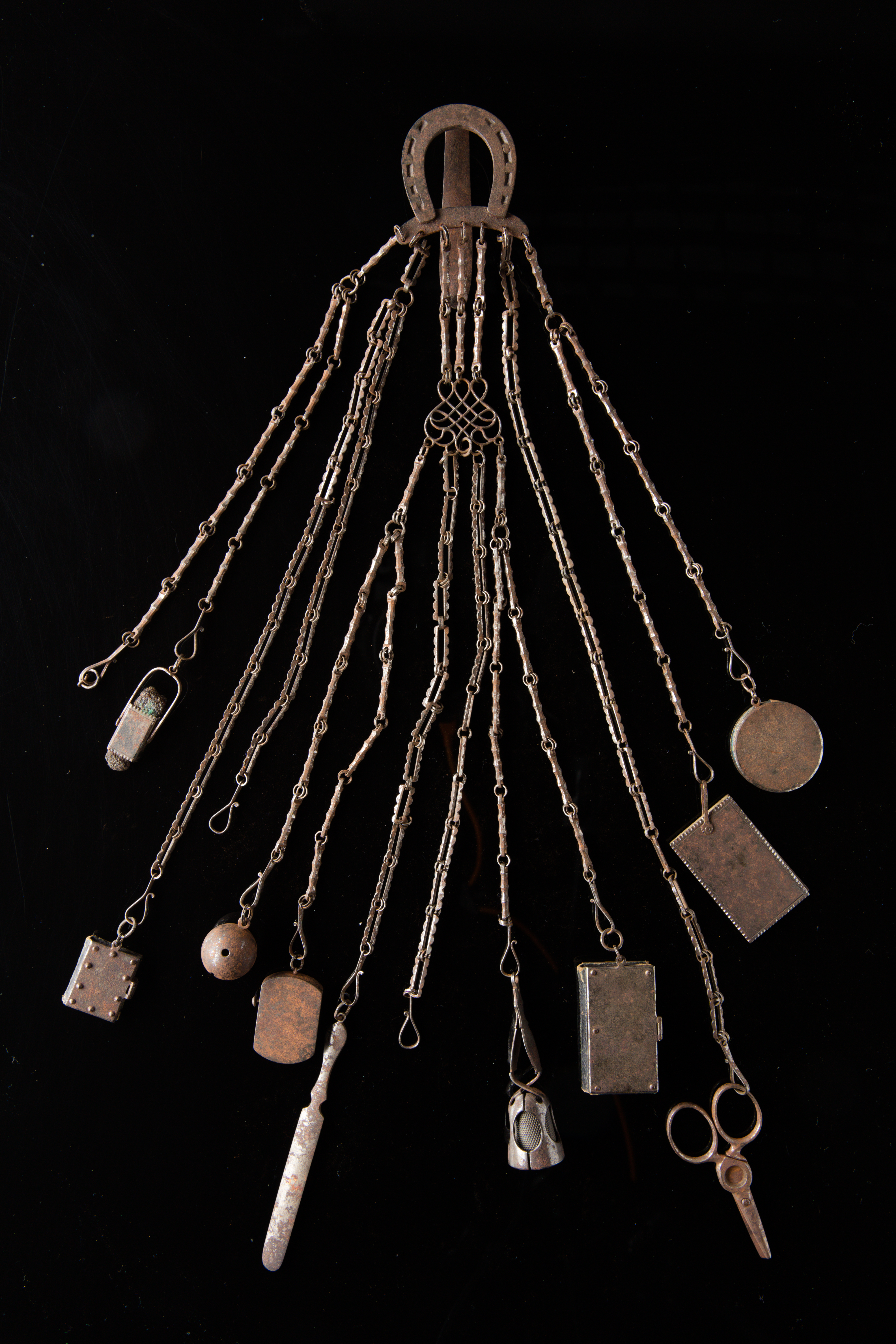
Châtelaine avec divers outils
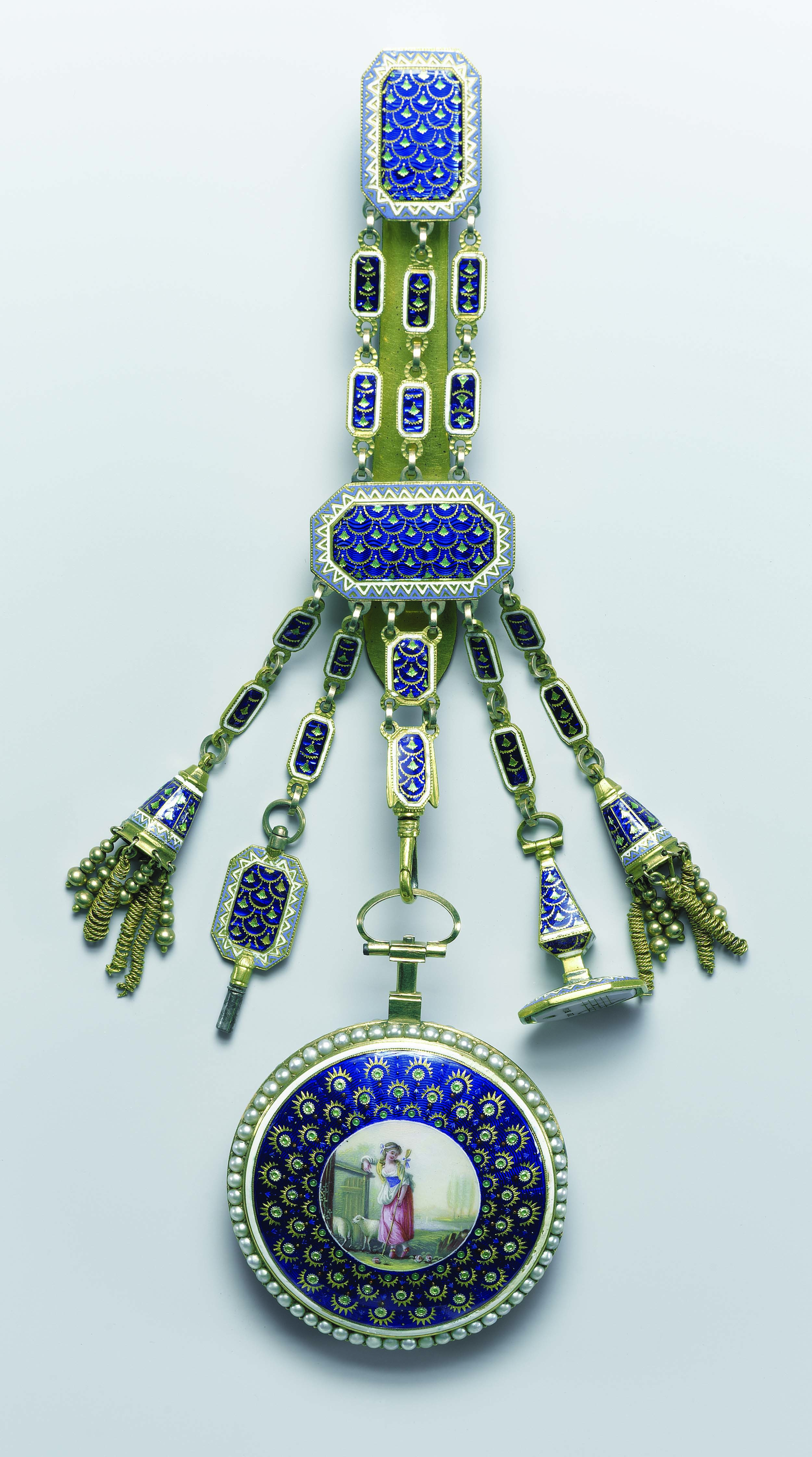
Châtelaine avec montre, vers 1790
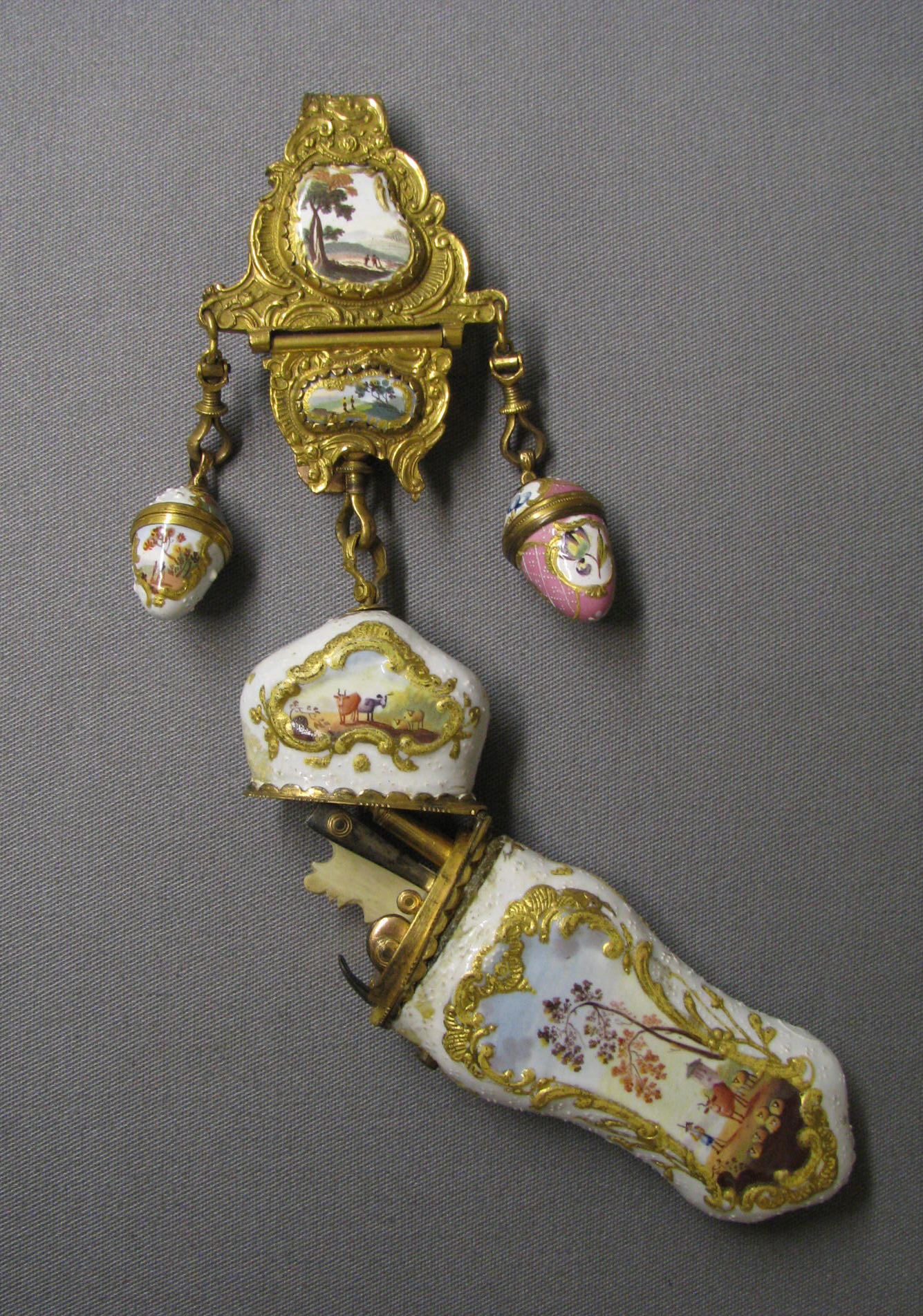
Nécessaire et châtelaine, XVIIIe siècle
Châtelaine du XVIIIe siècle
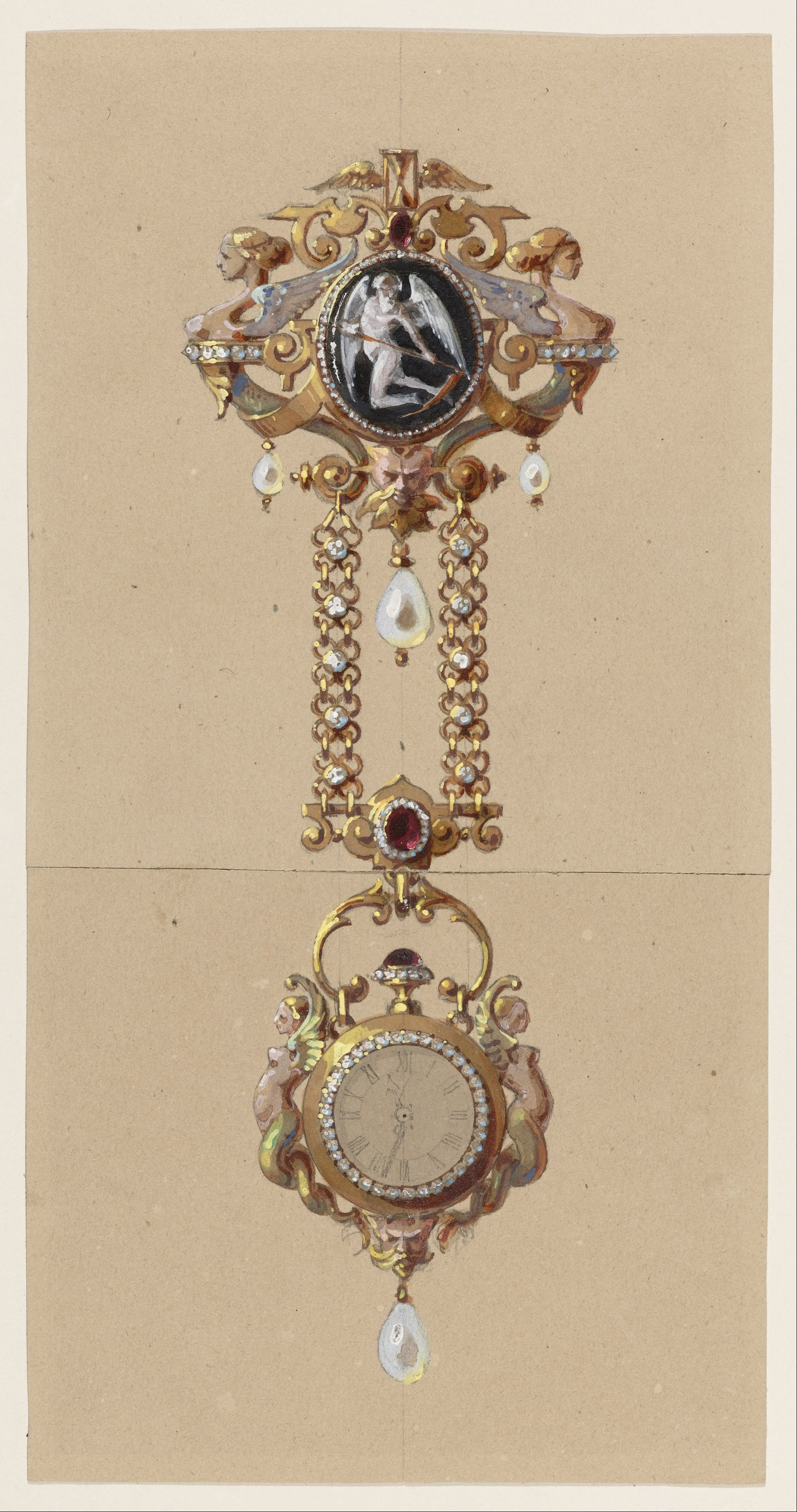
Châtelaine avec montre réalisée par Alexis Falize
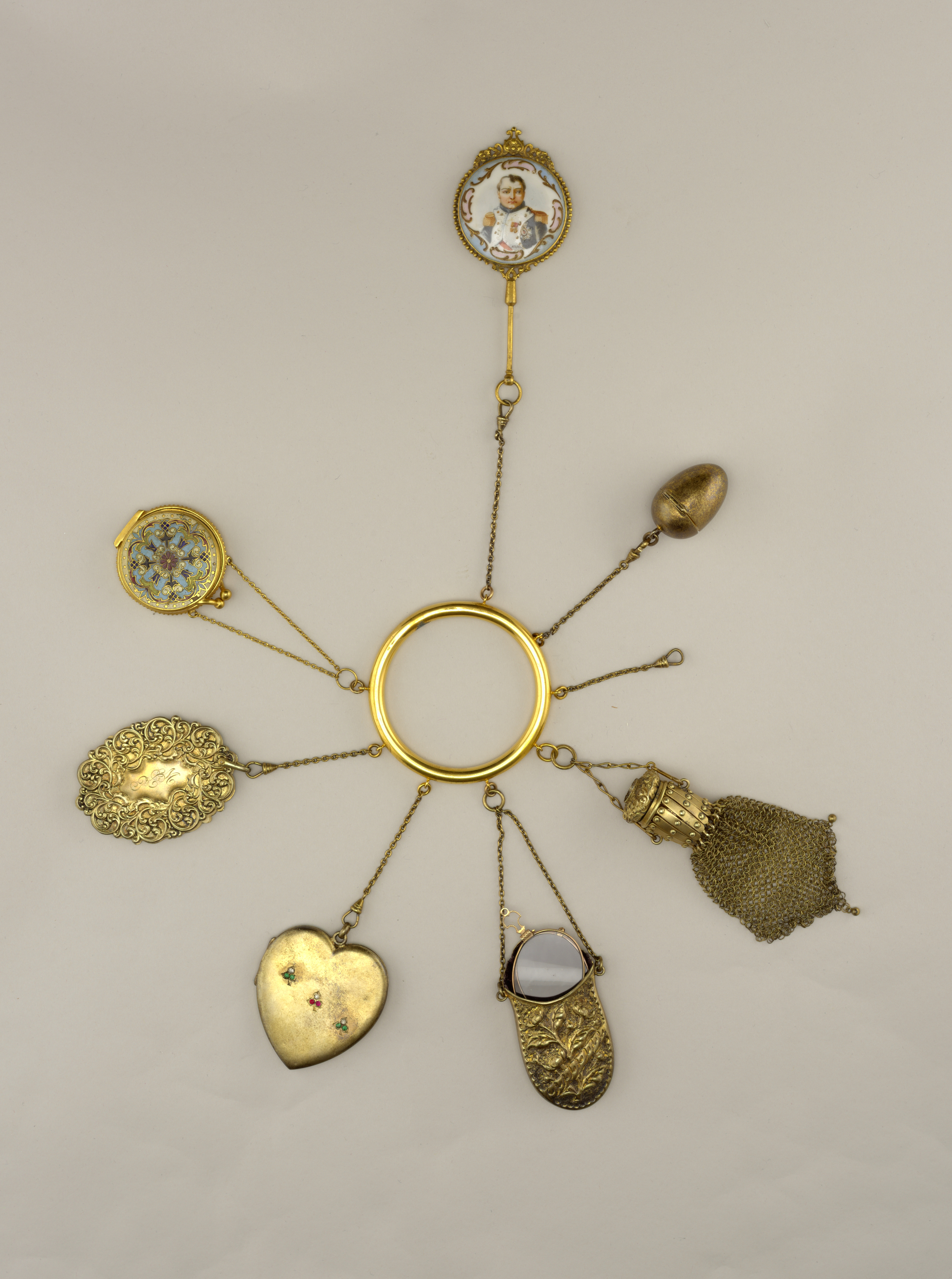
Châtelaine américaine, vers 1860
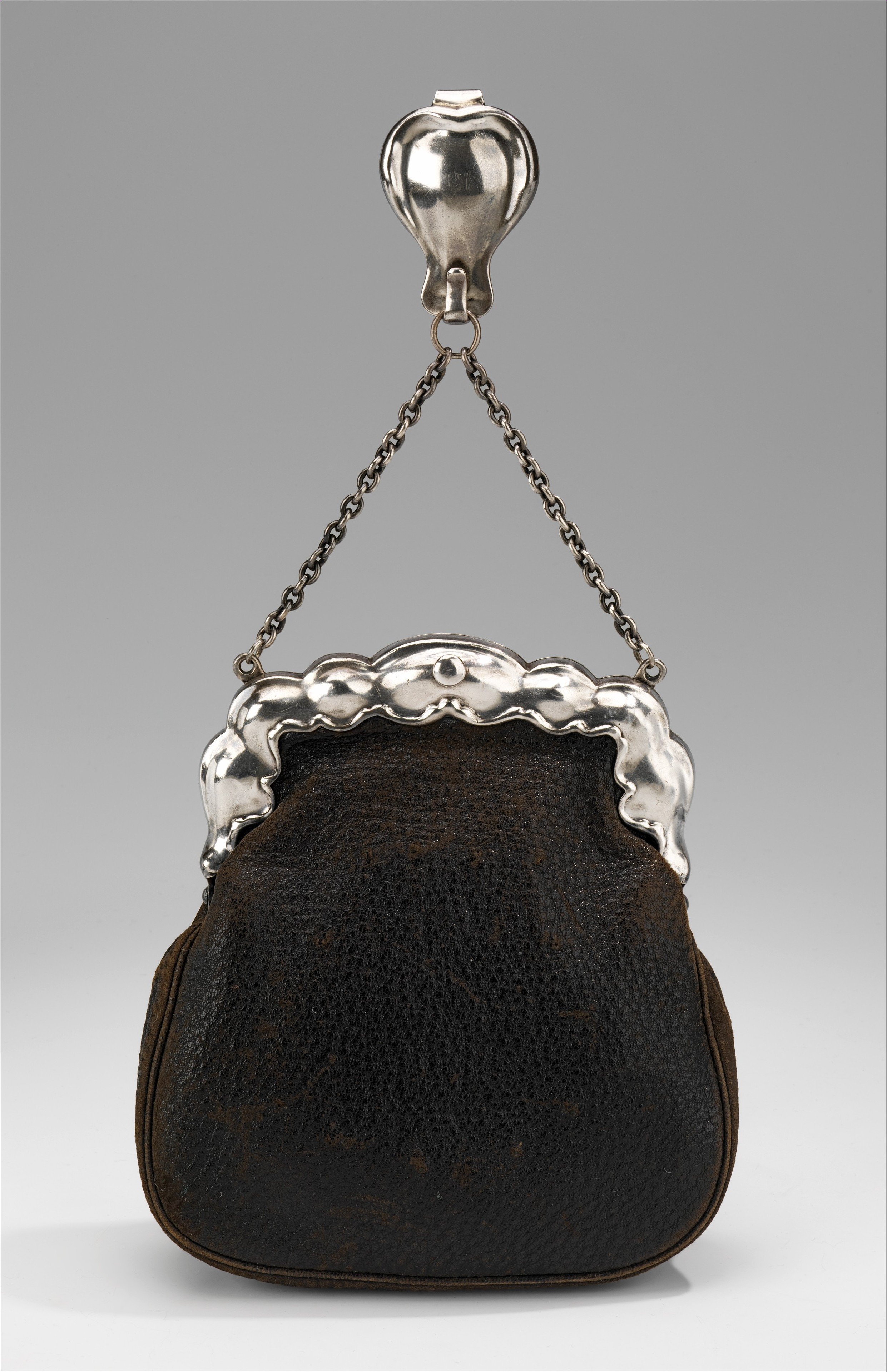
Châtelaine avec sac de Tiffany & Co. Vers 1890